# Гел (град)
Гел (на нидерландски: Geel) е град в Северна Белгия, окръг Тьорнхаут на провинция Антверпен. Намира се на 15 km южно от град Тьорнхаут. Населението му е около 35 200 души (2006).